# 高橋滋
髙橋 滋（たかはし しげる、1956年3月25日 - ）は、日本の法学者。専門は行政法。学位は、博士（法学）（一橋大学・論文博士・1993年）（学位論文「現代型訴訟と行政裁量」）。一橋大学名誉教授。法政大学法学部法律学科教授。
一橋大学大学院で市原昌三郎及び市原退官後は南博方の指導を受け、一橋大学教授、副学長などを歴任。指導学生に、野口貴公美・大橋真由美・小舟賢・三遊亭らん丈等。東京都生まれ。

## 学歴
- 1974年 東京教育大学附属駒場高等学校（現筑波大学附属駒場高等学校）卒業
- 1975年 東京大学文科Ⅰ類入学
- 1981年 東京大学法学部第Ⅱ類（公法コース）卒業[4]
- 1983年 一橋大学大学院法学研究科修士課程修了
- 1986年 一橋大学大学院法学研究科博士後期課程単位修得退学[5]
- 1993年 一橋大学より博士（法学）の学位を取得、学位論文は「現代型訴訟と行政裁量」[6]

## 職歴
- 1986年 徳島大学教育学部専任講師
- 1990年 徳島大学総合科学部助教授
- 1991年 一橋大学法学部助教授
- 1999年 一橋大学法学部教授
- 2001年 一橋大学大学院法学研究科教授（改組による）
- 2008年 中国人民大学憲法与行政法研究中心客員教授
- 2010年 一橋大学国際・公共政策大学院院長兼務
- 2012年 一橋大学副学長（企画・評価担当）
- 2016年 法政大学法学部法律学科教授
- 2019年 一橋大学名誉教授[7]

## 社会的活動
- 東京都行政不服審査会会長[8]
- 法務省司法試験考査委員（行政法・環境法）
- 内閣府苦情相談情報の効果的活用のための検討会議委員[9]
- 人事院公平審査制度研究会委員[10]
- 人事院採用試験の在り方を考える専門家会合座長[11]
- 総務省行政不服審査制度検討会委員[12]
- 内閣国家公務員制度改革推進本部労使関係制度検討委員会座長代理[13]
- 2005年社団法人商事法務研究会公文書管理法研究会座長[14]
- 2007年1月6日から国税庁国税審議会委員
- 2008年原子力安全委員会安全審査における専門性・中立性・透明性に関する懇談会座長[15]
- 2006年1月から内閣府情報公開・個人情報保護審査会委員
- 2011年4月から原子力損害賠償紛争審査会委員
- 2011年から公害等調整委員会委員[16]
- 2011年10月から内閣官房原子力事故再発防止顧問会議委員
- 2015年から最高裁判所情報公開・個人情報保護審査委員会委員
- 2016年9月から内閣府規制改革推進会議委員[17][18]
- 2019年3月から内閣府衆議院議員選挙区画定審議会委員[19]
- 経済産業省総合資源エネルギー調査会特定放射性廃棄物小委員会委員長
- 最高裁判所記録の保存の在り方に関する委員会委員長

## 著書
- 『公文書管理の法整備に向けて』（総合研究開発機構と共編著）（商事法務、2007年）
- 『条解行政事件訴訟法（第3版）』（南博方と共編著）（弘文堂、2006年）
- 『詳解改正行政事件訴訟法』（小早川光郎と共編著）（第一法規出版、2004年）
- 『法治国家と行政訴訟』（三辺夏雄、磯部力、小早川光郎と共編著）
- 『対話で学ぶ行政法』（宇賀克也、大橋洋一と共著）（有斐閣、2003年）
- 『注釈行政手続法』（南博方と共編著）（第一法規出版、2000年）
- 『行政法と法の支配』（小早川光郎と共編著）（有斐閣、1999年）
- 『先端技術の行政法理』（岩波書店、1998年）
- 『現代行政法学全集-2巻』（今村成和と共著）（ぎょうせい、1996年）
- 『行政手続法』（ぎょうせい、1996年）
- 『現代型訴訟と行政裁量』（弘文堂、1990年）
- 『行政法事例演習教材』（高木光、人見剛と共編著）（有斐閣、2009年）
- 『条解行政情報関連三法 : 公文書管理法・行政機関情報公開法・行政機関個人情報保護法』（斎藤誠、藤井昭夫と共編著）（弘文堂 2011年）
- 『条解行政事件訴訟法（第4版）』（南博方、市村陽典、山本隆司と共編著）（弘文堂、2014年）
- 『リスク・マネジメントと公共政策』（渡辺智之と共著、2014年）
- 『行政法Visual Materials』（野口貴公美,磯部哲,薄井一成,大橋真由美,織朱實,岡森識晃,小舟賢,服部麻理子,寺田麻佑,周蒨と共著）（有斐閣、2014年）
- 『条解行政不服審査法』（小早川光郎と共編著）（弘文堂、2016年）
- 『福島原発事故と法政策―震災・原発事故からの復興に向けて (一橋大学・公共政策提言シリーズ)』（第一法規、2016年）
- 『行政法』（弘文堂、2016年 第2版2019年）
- 『原発事故からの復興と住民参加―福島原発事故後の法政策 一橋大学環境法政策講座・国際シンポジウム (一橋大学・公共政策提言シリーズ)』（第一法規、2017年）